# Pentanisia gossweileri
Pentanisia gossweileri är en måreväxtart som först beskrevs av Bernard Verdcourt, och fick sitt nu gällande namn av Jesper Kårehed och Birgitta Bremer. Pentanisia gossweileri ingår i släktet Pentanisia och familjen måreväxter. Inga underarter finns listade i Catalogue of Life.